# Ecgberht 1. af Northumbria
Ecgberht (død 873) var en angelsaksisk konge af Northumbria i midten af 800-tallet. Denne periode af Northumbrias historie er dårligt beskrevet i bevarede kilder, og der vides derfor ikke meget om Ecgberht og hans regeringstid.

Han optræder først efter kongerne Ælla og Osberht faldt i kamp mod vikingerne i den store hedenske hær ved York d. 21. march 867. Symeon af Durham beskriver:
Næsten alle northumbrianerne blev sendt på flugt eller dræbt, de to konger blevet slået; de overlevende sluttede fred med hedningene. Efter disse begivenheder udnævnte hedningene Egbert som konge i deres eget rige; Egbert regerede i 6 år over northumbrianerne over Tyne.
Historikerer mener, at Ecgberht regerede som den store hedenske hærs skatteindsamler, og at han tilhørte én af flere konkurrerende kongefamlier i Northumbria.
Den næste beskrivelse af Ecgberht er fra 872: "Northumbrianerne bortviste deres konge Egbert, og deres ærkebiskop Wulfhere". Endeligt rapporteres Ecgberhts død i 873, og her beskrives det at Ricsige efterfølger ham som konge.